# Liste der Monuments historiques in Saint-Sulpice-la-Forêt
Die Liste der Monuments historiques in Saint-Sulpice-la-Forêt führt die Monuments historiques in der französischen Gemeinde Saint-Sulpice-la-Forêt auf.

## Liste der Bauwerke
| Bezeichnung                                            | Beschreibung | Standort | Kennzeichnung | Schutzstatus | Datum | Bild           |
| ------------------------------------------------------ | ------------ | -------- | ------------- | ------------ | ----- | -------------- |
| Ruinen der ehemaligen Abtei Notre-Dame du Nid-au-Merle |              | (Lage)   | PA00090883    | Inscrit      | 1926  | weitere Bilder |

## Liste der Objekte
- Monuments historiques (Objekte) in Saint-Sulpice-la-Forêt in der Base Palissy des französischen Kultusministeriums